# Уништење (филм)
Уништење (енгл. Annihilation) је научнофантастични филм из 2018. године, у режији и по сценарију Алекса Гарланда. Темељи се на истоименом роману Џефа Вандермера из 2014. године. Главне улоге глуме: Натали Портман, Џенифер Џејсон Ли, Џина Родригез, Теса Томпсон, Тува Новотни и Оскар Ајзак. Прича прати групу истраживача који улазе у мистериозну зону у карантину мутирајућих биљака и животиња узрокованих присуством ванземаљаца.
Премијерно је приказан 13. фебруара 2018. године у Лос Анђелесу, док је 23. фебруара пуштен у биоскопе у САД. Зарадио је 43 милиона долара у односу на продукцијски буџет између 40 и 55 милиона долара, остваривши комерцијални неуспех. Пажњу је стекао објавом на Netflix, почевши од 12. марта 2018. године. Према часопису Empire, филм се бави „депресијом, тугом и људском склоношћу ка самоуништењу”.

## Радња
Када јој супруг нестане током тајне мисије, биолог Лина се придружује експедицији у мистериознох области коју је запечатила влада САД.

## Улоге
| Глумац            | Улога         |
| ----------------- | ------------- |
| Натали Портман    | Лина          |
| Џенифер Џејсон Ли | др Вентрес    |
| Џина Родригез     | Анја Торенсен |
| Теса Томпсон      | Џози Радек    |
| Тува Новотни      | Кеси Шепард   |
| Оскар Ајзак       | Кејн          |
| Бенедикт Вонг     | Ломакс        |
| Соноја Мизуно     | Кејти         |
| Дејвид Џаси       | Данијел       |
| Семи Хејман       | Мејер         |
| Џош Данфорд       | Шели          |